# Labuan Mapin
Labuan Mapin is een bestuurslaag in het regentschap Sumbawa van de provincie West-Nusa Tenggara, Indonesië. Labuan Mapin telt 3684 inwoners (volkstelling 2010).